# Vila Fernando (Elvas)
Vila Fernando era una freguesia portuguesa del municipio de Elvas, distrito de Portalegre.

## Historia
Vila Fernando, también llamada hasta el siglo XIX Aldea de la Concepción por la titular de su iglesia matriz, fue sede de un municipio independiente hasta 1836, en cuya fecha se integró en el concelho de Elvas, ocupando su zona occidental, anexada a la freguesia de Barbacena, de la que se independizó en 1920. Sin embargo, afectada por un intenso proceso de despoblación (llegó a tener 1144 habitantes en 1950), Vila Fernando, que era ya la freguesia con menos habitantes de Elvas, perdió nuevamente su autonomía el 28 de enero de 2013, en aplicación de una resolución de la Asamblea de la República portuguesa promulgada el 16 de enero de 2013 al unirse con la freguesia de Barbacena, formando la nueva freguesia de Barbacena e Vila Fernando.
En Vila Fernando se estableció en 1895 una Colonia Agrícola Correccional, destinada a delincuentes juveniles, vagabundos y mendigos, que ocupó un magnífico edificio neogótico, diseñado por el ingeniero Mendes Ferreiro. Además de este complejo, en el patrimonio histórico-artístico de la antigua freguesia se cuenta la iglesia matriz y los dos dólmenes de los Serrones.